# Não Me Digas Adeus
Não Me Digas Adeus (em castelhano:  No me digas adios) é um filme musical de romance argentino-brasileiro de 1950 dirigido por Luis Moglia Barth. O filme foi feito em Petrópolis, Rio de Janeiro, com estreia em Buenos Aires, Argentina.
O filme conta com a participação especial de Linda Batista.